# ÖBB 2050 sorozat
Az ÖBB 2050 sorozat egy osztrák Bo'Bo' tengelyelrendezésű dízelmozdony-sorozat volt. 1958 és 1962 között gyártotta a Henschel. Összesen 18 db készült belőle. Az ÖBB 2004-ben selejtezte a sorozatot.